# Chieko Naniwa
Chieko Naniwa (浪花千栄子 Naniwa Chieko?, n. 19 noiembrie 1907, Tondabayashi, Japonia – d. 22 decembrie 1973, Tondabayashi, Japonia) a fost o actriță japoneză care a fost activă din anii 1920 până în anii 1970. Ea este bine cunoscută pentru interpretarea gheișelor în mai multe filme, printre care Gion Bayashi (1953) al lui Kenji Mizoguchi, și a spiritului pădurii în Tronul însângerat (1957) al lui Akira Kurosawa. Numele ei la naștere a fost Kikuno Nanko.

## Biografie
Naniwa s-a născut în familia unor fermieri rurali în actualul oraș Tondabayashi din prefectura Osaka (Japonia), pe 19 noiembrie 1907. Când avea 8 ani, a început să lucreze la un restaurant de bentō de pe strada turistică Dōtonbori a orașului Osaka. După aceea a lucrat pe post de chelneriță la Kyoto până la 18 ani, când s-a alăturat unei trupe de teatru.
A debutat în cinematografie în Kaettekita eiyu, primul film al lui Itaro Yamagami. A obținut roluri cu ușurință după aceea, lucrând cu actori de film celebri precum Utaemon Ichikawa și Ichikawa Momonosuke. Cu toate acestea, a renunțat să mai apară în filme după ce a avut litigii cu studiourile din cauza neplății salariilor.
În 1930 s-a alăturat teatrului Shochiku condus de Shibuya Tengai II și Soganoya Jugo. S-a căsătorit în același an cu actorul japonez Tengai Shibuya. În 1948 Shibuya a înființat propria sa trupă de teatru numită Shochiku Shinkigeki, în care Naniwa a fost actrița principală. Naniwa a părăsit teatrul în 1951 după ce Shibuya a avut o relație cu o altă actriță a trupei, care i-a născut un copil.
Naniwa a început apoi să apară în spectacole de teatru radiofonic. Ea a reînceput să joace în filme, printre care Gion Bayashi (1953) al lui Kenji Mizoguchi, pentru care a obținut Premiul Panglica Albastră. De asemenea, a jucat împreună cu Hisaya Morishige în Meoto Zenzai (1955) al lui Shirō Toyoda, în Tronul însângerat (1957) al lui Akira Kurosawa și în Equinox Flower (1958) al lui Yasujirō Ozu. Chieko Naniwa a apărut în aproape 150 de filme între 1926 și 1972.
Ea a deschis un han în complexul budist zen Tenryū-ji din districtul Arashiyama al orașului Kyoto. La scurt timp după deschiderea hanului, ea l-a lăsat pe Mizoguchi să filmeze acolo producția The Crucified Lovers (1954) și a învățat-o pe vedeta filmului, Kyoko Kagawa, cum să poarte un chimono.
Naniwa a murit la 22 decembrie 1973 din cauza unei hemoragii gastro-intestinale. După moartea ei a fost decorată postum cu Ordinul Tezaurului Sacru.

## Filmografie selectivă

### Anii 1950
- 1952: Violence (暴力 Boryoku?), regizat de Kōzaburō Yoshimura
- 1953: Les Musiciens de Gion (祇園囃子 Gion bayashi?), regizat de Kenji Mizoguchi - Okimi
- 1954: Le Jardin des femmes (女の園 Onna no sono?), regizat de Keisuke Kinoshita - proprietara restaurantului
- 1954: L'Intendant Sansho (山椒大夫 Sanshō dayū?), regizat de Kenji Mizoguchi - Ubatake
- 1954: Une femme dont on parle (噂の女 Uwasa no onna?), regizat de Kenji Mizoguchi - Osaki
- 1954: Vingt-quatre prunelles (二十四の瞳 Nijūshi no hitomi?), regizat de Keisuke Kinoshita
- 1954: Les Amants crucifiés (近松物語 Chikamatsu monogatari?), regizat de Kenji Mizoguchi - Okō
- 1954: L'Épée brillante (花の長脇差 Hana no nagadosu?), regizat de Teinosuke Kinugasa - Hagino
- 1955: Otōsan wa ohitoyoshi (お父さんはお人好し?), regizat de Torajirō Saitō - Ochie
- 1955: Yagate aozora (やがて青空?), regizat de Motoyoshi Oda - Yasu
- 1955: La Relation matrimoniale (夫婦善哉 Meoto zenzai?), regizat de Shirō Toyoda
- 1956: Pourquoi sont-elles devenues ainsi ? (何故彼女等はそうなったか Naze kanojora wa sō natta ka?), regizat de Hiroshi Shimizu
- 1956: L'Idiot sentimental (人情馬鹿 Ninjō baka?), regizat de Hiroshi Shimizu
- 1956: Conte des chrysanthèmes tardifs (残菊物語 Zangiku monogatari?), regizat de Kōji Shima - Omoto
- 1956: Koi sugata kitsune goten (恋すがた狐御殿?), regizat de Nobuo Nakagawa - Okon
- 1956: Jōshū to tomo ni (女囚と共に?), regizat de Seiji Hisamatsu - Mitsuko Kaneoka
- 1956: Le Chat, Shozo et ses deux maitresses (猫と庄造と二人のをんな Neko to Shozo to futari no onna?), regizat de Shirō Toyoda - Orin Oyama, mama lui Shozo
- 1956: Le Chant de la brume (霧の音 Kiri no oto?), regizat de Hiroshi Shimizu - Osumi
- 1957: Tronul însângerat (蜘蛛巣城 Kumonosu jo?), regizat de Akira Kurosawa - Spiritul pădurii[4]
- 1957: Une histoire d'Osaka (大阪物語 Osaka Monogatari?), regizat de Kōzaburō Yoshimura - Ofude, soția lui Jinbei Omiya
- 1957: Pays de neige (雪国 Yukiguni?), regizat de Shirō Toyoda - servitoarea de la han
- 1957: Les Hommes de Tohoku (東北の神武たち Tōhoku no zunmu-tachi?), regizat de Kon Ichikawa - Oei
- 1957: Le Calme du soir (夕凪 Yūnagi?), regizat de Shirō Toyoda - Okura
- 1957: Kottaisan yori: Nyotai wa kanashiku (太夫さんより 女体は哀しく?), regizat de Hiroshi Inagaki - Ohatsu
- 1957: Le Roman de Genji - Ukifune (源氏物語 浮舟 Ukifune?), regizat de Teinosuke Kinugasa - Urakaze
- 1957: Nanbanji no semushi otoko (南蛮寺の佝楼男?), regizat de Torajirō Saitō
- 1958: Yūrakuchō de aimashō (有楽町で逢いましょう?), regizat de Kōji Shima - Yone
- 1958: Aijō no miyako (愛情の都?), regizat de Toshio Sugie - Umeko Yoshii
- 1958: Akasen no hi wa kiezu (赤線の灯は消えず?), regizat de Shigeo Tanaka - Oshimo
- 1958: Fleurs d'équinoxe (彼岸花 Higanbana?), regizat de Yasujirō Ozu - Hatsu Sasaki, mama lui Yukiko
- 1958: Mimizuku (みみずく説法?), regizat de Seiji Hisamatsu
- 1958: Le Vrai Visage de la nuit (夜の素顔 Yoru no sugao?), regizat de Kōzaburō Yoshimura - Kinue
- 1959: Gurama-tō no yūwaku (グラマ島の誘惑?), regizat de Yūzō Kawashima - Shige Sasaki
- 1959: Tetsuwan tōshu Inao monogatari (鉄腕投手 稲尾物語?), regizat de Ishirō Honda - Kameno Inao
- 1959: Une histoire d'amour de Naniwa (浪花の恋の物語 Naniwa no koi no monogatari?), regizat de Tomu Uchida : Oen
- 1959: Un mauvais garçon à Edo (江戸の悪太郎 Edo no akutaro?), regizat de Masahiro Makino - Okan
- 1959: Chambre à louer (貸間あり Kashima ari?), regizat de Yūzō Kawashima

### Anii 1960
- 1960: Shin santō jūyaku: Ataru mo hakke no maki (新・三等重役 当るも八卦の巻?), regizat de Toshio Sugie - Tsuruko Miyaguchi
- 1960: Shinran (親鸞?), regizat de Tomotaka Tasaka - femeia bătrână
- 1961: La Légende de Musashi Miyamoto (宮本武蔵 Miyamoto Musashi?), regizat de Tomu Uchida - Osugi
- 1961: Dernier Caprice (小早川家の秋 Kohayagawake no aki?), regizat de Yasujirō Ozu - Sasaki Tsune
- 1961: Kyōgeshō (京化粧?), regizat de Hideo Ōba
- 1961: La Nuit des femmes (女ばかりの夜 Onna bakari no yoru?), regizat de Kinuyo Tanaka - Kameju
- 1962: Liens de sang ou Ma mère dans mes paupières (瞼の母 Mabuta no haha?), regizat de Tai Katō - Obah
- 1962: L'Amour de l'année (今年の恋 Kotoshi no koi?), regizat de Keisuke Kinoshita - Oko Aikawa
- 1962: Tant qu'il y a demain (明日ある限り Ashita aru kagiri?), regizat de Shirō Toyoda
- 1962: Le Corps (裸体 Ratai?), regizat de Masashige Narusawa - Naka
- 1962: Les Moines lanciers du temple Hozoin (宮本武蔵 般若坂の決斗 Miyamoto Musashi: Hannyazaka no kettō?), regizat de Tomu Uchida - Osugi
- 1963: Kyoto (古都 Koto?), regizat de Noboru Nakamura - matroana unei case de gheișe
- 1963: Madame Aki (憂愁平野 Yushu heiya?), regizat de Shirō Toyoda
- 1963: Jokei kazoku (女系家族?), regizat de Kenji Misumi - Yoshiko
- 1963: La Danseuse d'Izu (伊豆の踊子 Izu no odoriko?), regizat de Katsumi Nishikawa
- 1963: À deux sabres (宮本武蔵 二刀流開眼 Miyamoto Musashi: Nitōryū kaigen?), regizat de Tomu Uchida - Osugi
- 1963: 18 jeunes gens à l'appel de l'orage (嵐を呼ぶ十八人 Arashi wo yobu jūhachinin?), regizat de Yoshishige Yoshida
- 1964: Seul contre tous à Ichijoji (宮本武蔵 一乗寺の決斗 Miyamoto Musashi: Ichijōji no kettō?), regizat de Tomu Uchida - Osugi
- 1964: Zūzūshii yatsu (図々しい奴?), regizat de Masaharu Segawa - Taka
- 1964: Zoku zūzūshii yatsu (続・図々しい奴?), regizat de Masaharu Segawa - Taka
- 1965: L'Ombre des vagues (波影 Nami kage?), regizat de Shirō Toyoda - Outa
- 1965: Pays de neige (雪国 Yukiguni?), regizat de Hideo Ōba - maseuză
- 1965: Duel de l'aube (宮本武蔵 巌流島の決斗 Miyamoto Musashi: Ganryū-jima no kettō?), regizat de Tomu Uchida - Osugi
- 1967: La Femme du docteur Hanaoka (華岡青洲の妻 Hanaoka Seishū no tsuma?), regizat de Yasuzō Masumura - Tami, bona lui Kaé
- 1967: Zoku ō-oku maruhi monogatari (続大奥（秘）物語?), regizat de Sadao Nakajima
- 1968: Sanbiki no akutō (三匹の悪党?), regizat de Akinori Matsuo
- 1968: Onna tobakushi midaretsubo (女賭博師みだれ壺?), regizat de Shigeo Tanaka

### Anii 1970
- 1972: Bokyo Komori-uta (望郷子守唄?), regizat de Shigehiro Ozawa

## Premii și distincții
- 1954: Premiul Panglica Albastră pentru cea mai bună actriță în rol secundar pentru interpretarea ei din filmul Les Musiciens de Gion[7]

## Legături externe
- Chieko Naniwa la Internet Movie Database
- Chieko Naniwa pe Japanese Movie Database